# ホタテ水着
ホタテ水着（ほたてみずぎ）とは、青森県産ホタテの貝殻を使った水着風装飾である。
2021年東北流行語大賞では第4位となる。

## 概要
ホタテ水着のルーツとして、1989年に発売された武田久美子の写真集『My Dear Stephinie』において、武田が着用した「ホタテビキニ」が挙げられる。
現在販売されているホタテ水着は、2011年から阿部商店（青森県むつ市）にて夫婦2人で手作りされている。製作のきっかけは東日本大震災で、観光産業等が大きな打撃を受ける中で料理に使われた後のホタテ貝殻の再利用を思いついた。武田の「ホタテビキニ」からも「有名なので何となく脳裏にあり、影響は受けたと思う」という。以後毎年100着ほど売れていた。
その後、2021年8月下北北部風間浦村豪雨災害で被害に見舞われた地域復興に役立ちたいという思いから、市の窓口に相談した。その結果、2021年9月22日にむつ市ふるさと納税返礼品に正式採用されるに至った。
なお、名称に「水着」と付けられてはいるが、実際には「洋服や水着の上からの着用を想定」した商品であり、実際に着用した経験者は「伸縮性のない紐と本物の貝なので、強く締めすぎると貝が擦れてしまい、けがをする恐れがある」と語っている。そのため本当に水着として使用することは難しく、生産する阿部商店側でも「自己責任で楽しんで欲しい」としている。

## 反響
SNS等で大きな話題を呼び、ふるさと納税サイト『さとふる』では、2021年9月期の装飾品・工芸品部門で全国1位となる。
テレビや新聞紙面にも取り上げられ、むつ市役所公式YouTubeチャンネル「むつ市長の62ちゃんねる」では市長と課長によるホタテ水着をめぐる動画が2万回を超える再生数となった。また、令和4年青森県広報コンクール審査会 映像部門むつ市『「むつ市長の62ちゃんねる＃201『市長Ｖ課長　ホタテ水着をめぐって大激論！』」』が入選となる。
SNS上ではグラビアアイドルが実際に着用した投稿がある。